# Visvantara Jataka
Fra tutti i jātaka (storie sulle vite precedenti del Buddha), quello più famoso e diffuso è senza dubbio la storia del principe Visvantara, l'ultima delle esistenze anteriori del Buddha, che, per la sua complessità, può essere considerata un vero e proprio ciclo epico. 

## Trama
Il principe Visvantara possiede per natura la perfezione del dono: ad otto anni, comprendendo che il vero dono non è quello che viene dal di fuori, ma quello interno, fa voto di donare qualunque cosa gli venga richiesta, fosse pure il suo stesso cuore. Il giovane cresce e la fama della generosità smisurata si diffonde ovunque. Quando gli abitanti di un paese vicino, afflitto da siccità e carestia, gli chiedono in dono l'elefante bianco di stato, capace di produrre pioggia, il principe lo consegna. Il dono, assai impolitico, suscita l'ira dei sudditi che lo bandiscono dal paese: la fedele sposa Madri decide di condividere il suo esilio insieme con i due figlioletti. Mentre si allontana dalla città, due brahmani gli chiedono in dono i cavalli che tirano il carro e Visvantara li concede; altri brahmani chiedono il carro stesso ed il principe lo consegna. A piedi e faticosamente raggiunge con la famiglia la foresta, dove si dedica alla vita di ascesi. 
Un giorno giunge presso di lui un vecchio brahmano che gli chiede in dono i due figli: Visvantara, pur straziato dal dolore, comprende che questo è il vero dono di sé e glieli consegna. Da ultimo il dio Indra, sotto le spoglie di un brahmano, viene a domandargli in dono la devota Madri e Visvantara acconsente. L'estrema prova è consumata, la perfezione del dono è ormai realizzata. A questo punto la vicenda si risolve felicemente: Indra si rivela a Visvantara e gli riconsegna la sposa; i figlioletti vengono riscattati dal crudele brahmano grazie all'intervento del nonno e insieme con lui ritornano nella foresta, per ricondurre in patria Visvantara e Madri.

## Rappresentazioni
Questa storia è rappresentata in diversi rilievi buddhisti. Fra le più antiche e complete raffigurazioni, va annoverata quella che compare sull'architrave inferiore della porta settentrionale del grande stupa di Sanchi (inizi del I secolo). La storia, rappresentata sulle due facce dell'architrave, inizia dal dono dell'elefante di stato e si conclude con il trionfale ritorno di Visvantara in patria. I diversi episodi si susseguono senza interruzioni o divisioni, secondo un percorso di lettura da destra a sinistra, con scansioni intermedie, sia orizzontali che verticali. L'artista illustra due momenti diversi di uno stesso episodio accomunandoli in una medesima collocazione spaziale. Rappresentazioni della storia sono state eseguite anche nell'arte del Gandhāra.